# Saint-Ouen, Somme
Saint-Ouen är en kommun i departementet Somme i regionen Hauts-de-France i norra Frankrike. Kommunen ligger i kantonen Domart-en-Ponthieu som tillhör arrondissementet Amiens. År 2022 hade Saint-Ouen 1 775 invånare.

## Befolkningsutveckling
Antalet invånare i kommunen Saint-Ouen
| Referens: INSEE |

## Historia

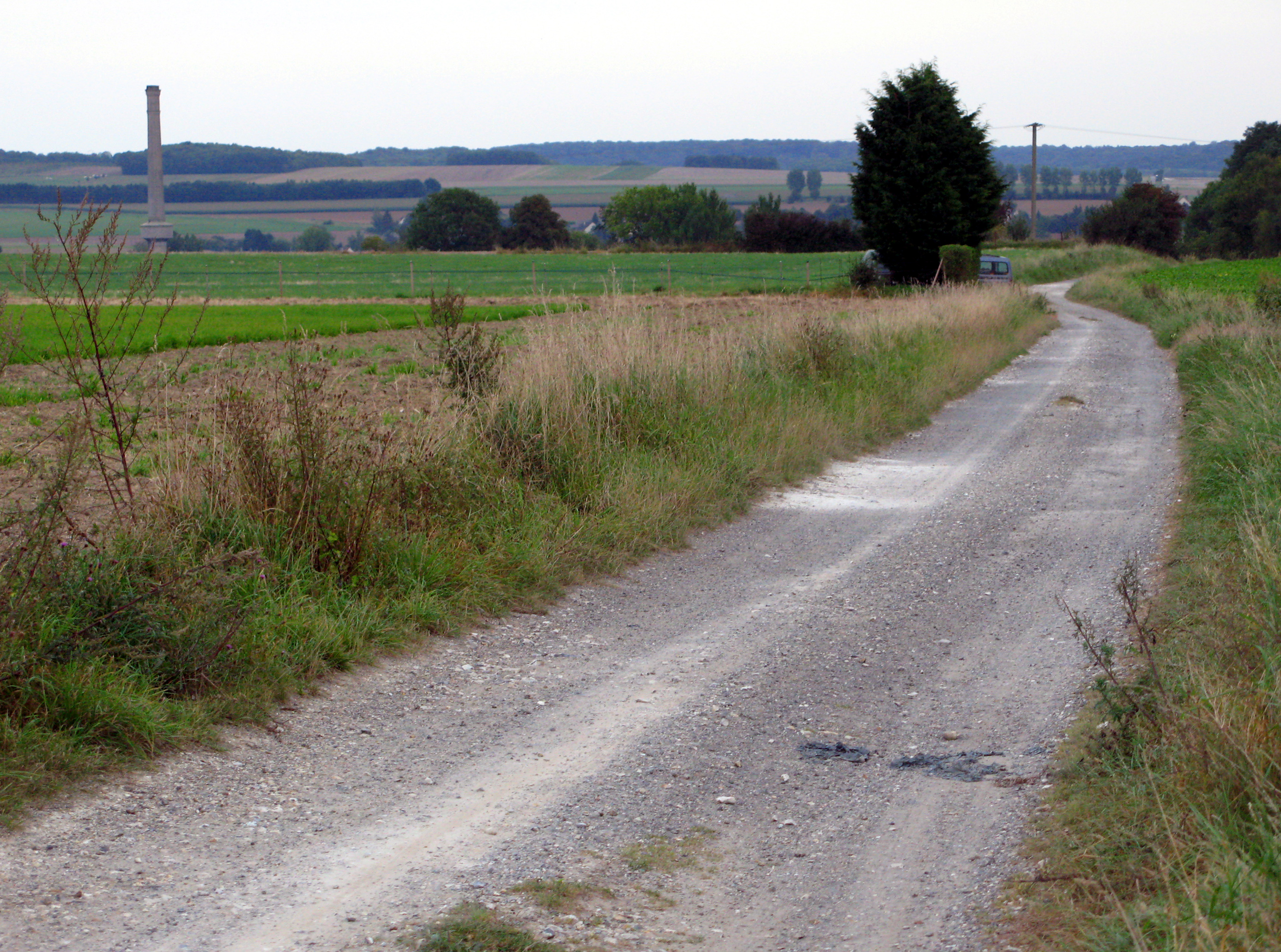
Den romerska vägen Chaussée Brunehaut.

En del av det gamla romerska vägnätet passerar rakt igenom kommunen.